# Micromia latistriga
Micromia latistriga là một loài bướm đêm trong họ Geometridae.